# Cerithiopsis paucispiralis
Cerithiopsis paucispiralis là một loài ốc biển, động vật chân bụng trong họ Cerithiopsidae, được tìm thấy ở quanh Cabo Verde. Nó được Rolán và Fernandes mô tả năm 1989.